# Bazylika konkatedralna Wniebowzięcia Najświętszej Maryi Panny w Baltimore

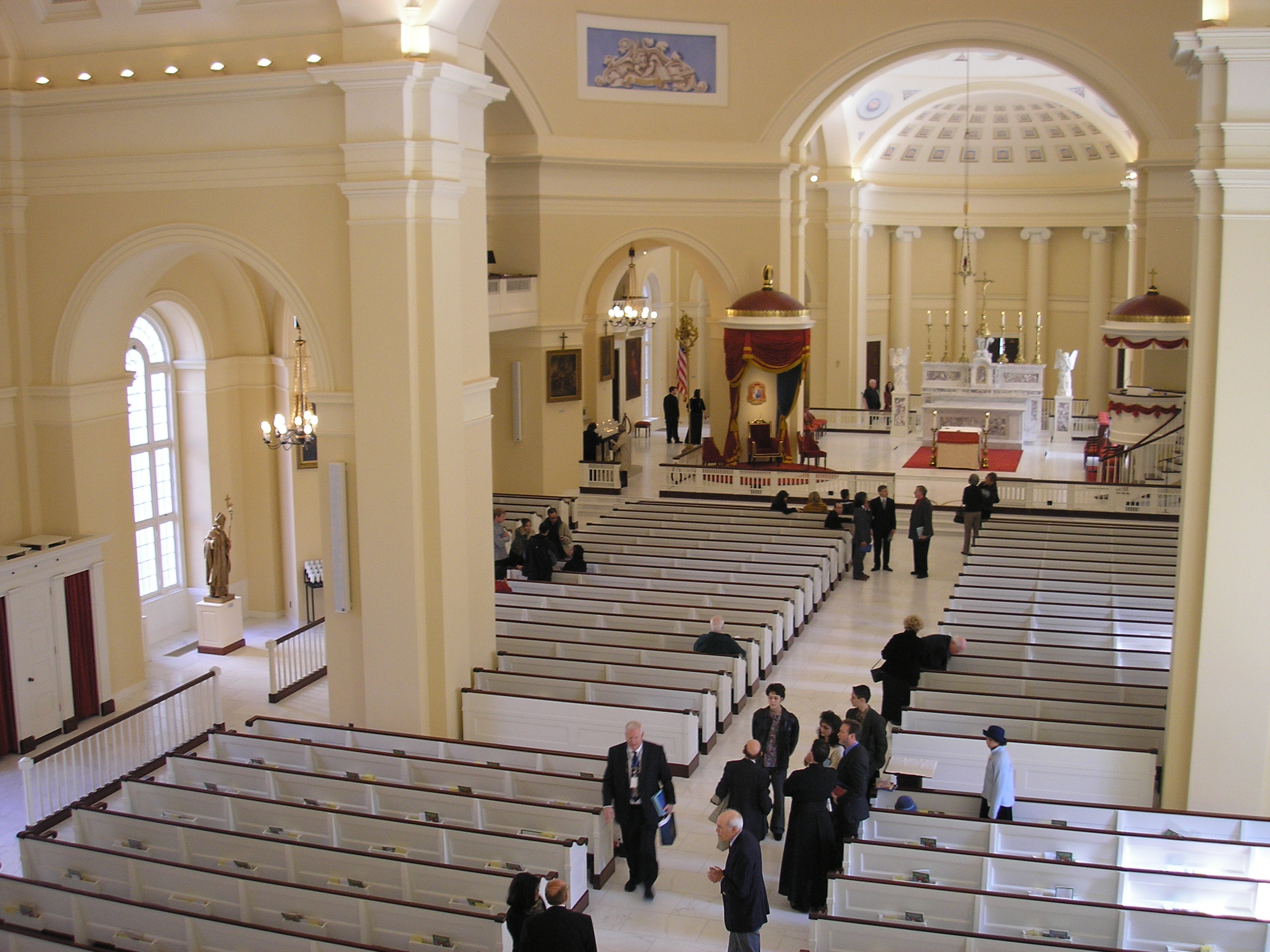
Wnętrze

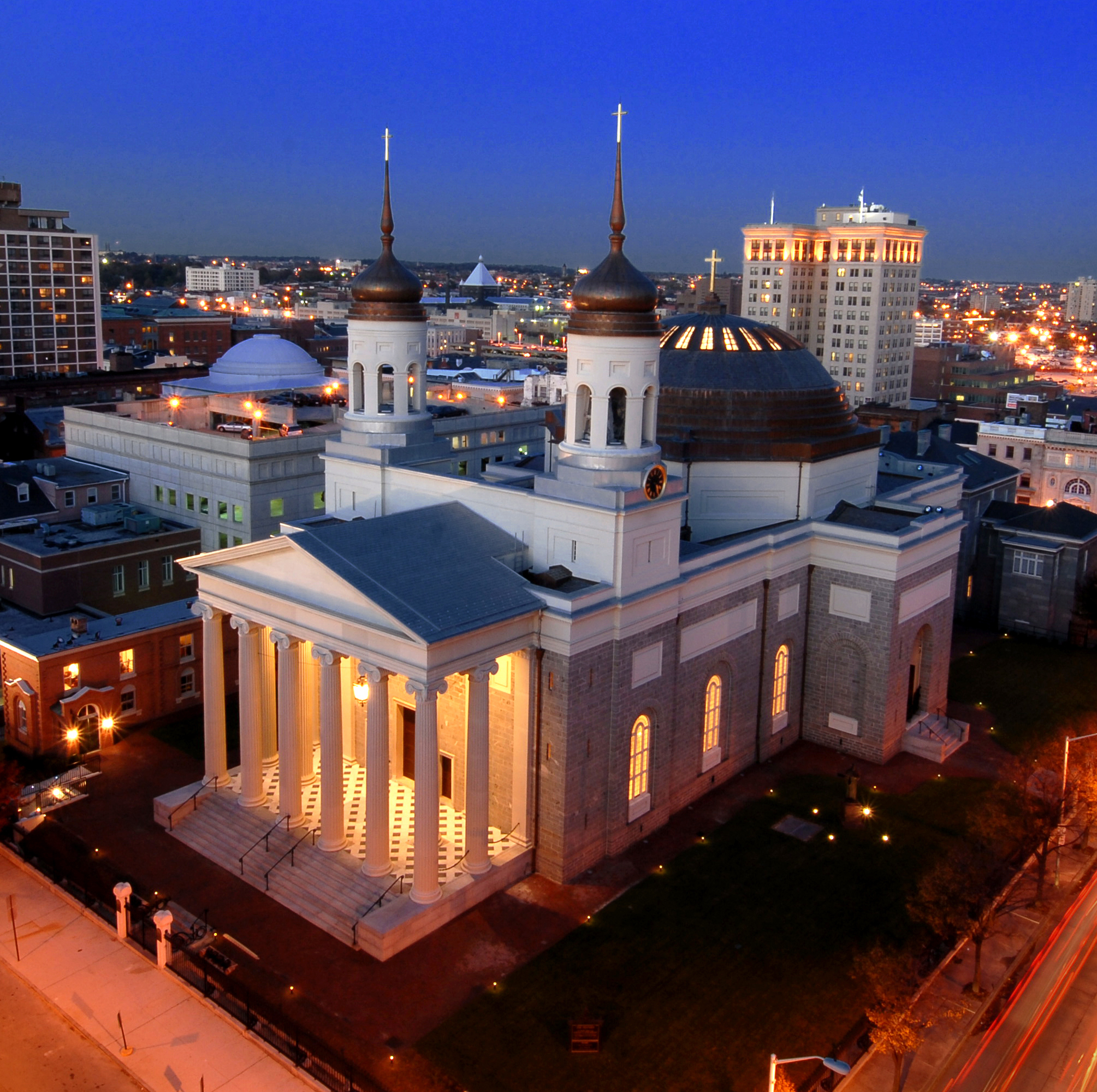
Bazylika w nocy

Bazylika Wniebowzięcia Najświętszej Maryi Panny w Baltimore (ang. The Basilica of the National Shrine of the Assumption of the Virgin Mary lub w skrócie Baltimore Basilica) to bazylika rzymskokatolicka w mieście Baltimore w Stanach Zjednoczonych. Jest to najstarsza katedra rzymskokatolicka w Stanach Zjednoczonych i pierwsza znacząca budowla religijna wybudowana w tym kraju po uchwaleniu konstytucji USA. Bazylika jest konkatedrą archidiecezji Baltimore. Zaprojektował ją architekt Benjamin Latrobe.
Bazylika jest wpisana do rejestru National Historic Landmark i National Register of Historic Places.